# Блокатори кальцієвих каналів

Верапаміл — перший препарат групи блокаторів кальцієвих каналів

Блокатори кальцієвих каналів (інша назви антагоністи кальцію) — це гетерогенна група лікарських препаратів, що мають антиангінальні та антигіпертензивні властивості, мають однаковий механізм дії — блокування повільних кальцієвих каналів L-типу, які розміщені в міокарді, провідній системі серця та у гладких м'язах судин; та відрізняються по хімічній структурі, фармакокінетиці, фармакодинаміці, впливу на вазоділятацію, впливу на судини головного мозку і впливу на провідність та скоротливу функцію міокарду.

## Історія виникнення

Ніфедипін — перший представник дигідропіридинових антагоністів кальцію

Дилтіазем — бензотіазепіновий блокатор кальцієвих каналів

Перший препарат із групи блокаторів кальцієвих каналів — верапаміл — був синтезований у 1959 році Фердинандом Денжелом у процесі пошуку активних похідних папаверину, які б мали більш виражені вазодилятуючі властивості. У 1962 році було встановлено, що верапаміл має не тільки вазоділятуючу дію, а й негативний інотропний та хромотропний ефект. Спочатку вважалось, що верапаміл належить до групи бета-блокаторів, але у 1964 році німецький вчений Альбрехт Флекенштайн в експерименті встановив, що дія верапамілу на кардіоміоцити є аналогічною до усунення дії іонів кальцію на клітини серцевого м'язу тварин, та запропонував для верапамілу та інших подібних препаратів термін блокатори кальцієвих каналів. У 1966 році в Німеччині в лабораторії концерну «Bayer» був синтезований перший дигідропіридиновий блокатор кальцієвих каналів — ніфедипін. У 1971 році в Японії синтезований перший бензотіазепіновий антагоніст кальцію — дилтіазем. Після клінічних досліджень, що проводились на початку 70-х років минулого століття, було показано здатність ніфедипіну знижувати артеріальний тиск. Верапаміл був затверджений у США як антиангінальний та антигіпертензивний препарат у 1982 році. У 1988 році Об'єднаний національний комітет США з виявлення, оцінки та лікування підвищеного артеріального тиску рекомендував розглядати блокатори кальцієвих каналів як препарати першої лінії для лікування гіпертонічної хвороби. Подальший розвиток групи блокаторів кальцієвих каналів пов'язаний як із синтезом нових препаратів, переважно дигідропіридинового ряду (ісрадипін, фелодипін, амлодипін, левамлодипін), так і фенілалкіламінів (галапаміл) і бензотіазепінів (клентіазем); синтезом нової групи блокаторів кальцієвих каналів із переважною дією на судини головного мозку — похідних дифенілпіперазину (цинаризин, флунаризин); а також створенням лікарських форм препаратів першого покоління подовженої та безперервної дії з більшою безпекою застосування та меншою ймовірністю побічних ефектів.

## Класифікація

Цинаризин — перший представник дифенілпіперазинових антагоністів кальцію

Згідно сучасній класифікації, блокатори кальцієвих каналів поділяються на класи згідно хімічної будови молекули лікарського засобу. Найбільшим за кількістю препаратів є клас дигідропіридинових блокаторів кальцієвих каналів. До цього класу належать ніфедипін (препарат, який відносять до першого покоління дигідропіридинових антагоністів кальцію); ісрадипін, фелодипін, нітрендипін, нікардипін, лацидипін, нісолдипін, ріодипін, німодипін (лікарський засіб, що належить до другого покоління дигідропіридинових антагоністів кальцію з переважною дією на судини головного мозку), амлодипін, левамлодипін (препарат, що згідно з різними класифікаціями, належить або до другого або третього покоління дигідропіридинових антагоністів кальцію), згідно деяких класифікацій, до другого покоління дигідропіридинових блокаторів кальцієвих каналів відносять також ніфедипін у формах із подовженою або безперервною дією; до третього покоління дигіропіридинових препаратів належать лерканідипін, нафтопідил, клевідипін, окрім цього, до третього покоління дигідропіридинових антагоністів кальцію згідно деяких класифікацій відносять ніфедипін у формах із безперервною або дуже високою тривалістю дії.
До групи фенілалкілів належить верапаміл, що є єдиним представником першого покоління фенілалкілових антагоністів кальцію; до другого покоління належать галапаміл, фаліпаміл та аніпаміл, згідно деяких класифікацій, до другого покоління належить верапаміл у формах із подовженою дією. До групи фенілалкіламінів також іноді відносять неселективний блокатор кальцієвих каналів фенділін.
До групи бензотіазепінів належать дилтіазем, що є єдиним представником першого покоління бензотіазепінових антагоністів кальцію; до другого покоління належить клентіазем. Згідно деяких класифікацій, до другого покоління бензотіазепінових антагоністів кальцію також належить дилтіазем у формах із подовженою дією.
До групи дифенілпіперазинових блокаторів кальцієвих каналів належать препарат першого покоління цинаризин та другого покоління флунаризин.
До дифениларилових блокаторів кальцієвих каналів належить бепридил, який є неселективним блокатором кальцієвих каналів та має інгібуючу дію на швидкі натрієві канали та частково — калієві канали.
Окрім цього, блокатори кальцієвих каналів поділяють на дві більші групи по типу дії на частоту серцевих скорочень. До першої такої групи належать дигідропіридинові антагоністи кальцію, які не зменшують або у деяких випадках сприяють збільшенню частоти серцевих скорочень. До другої групи належать фенілалкілові похідні та похідні бензотіазепінів (недигідропіридинові антагоністи кальцію), які мають здатність зменшувати частоту серцевих скорочень (так звані кардіоселективні антагоністи кальцію). Ці дві групи блокаторів кальцієвих каналів, а також бепридил, належать до IV класу антиаритмічних препаратів.
Окрім вищеперерахованих груп лікарських препаратів, інші лікарські препарати по своєму механізму дії наближаються до блокаторів кальцієвих каналів. Зокрема, до цих препаратів належать габапентин та прегабалін, які застосовуються для лікування епілепсії та периферичних невропатій; сечогінний препарат індапамід; антиаритмічні препарати мібефрадил та дронедарон; нестероїдний протизапальний препарат індометацин; бета-блокатор пропранолол та ряд інших препаратів.

## Механізм дії

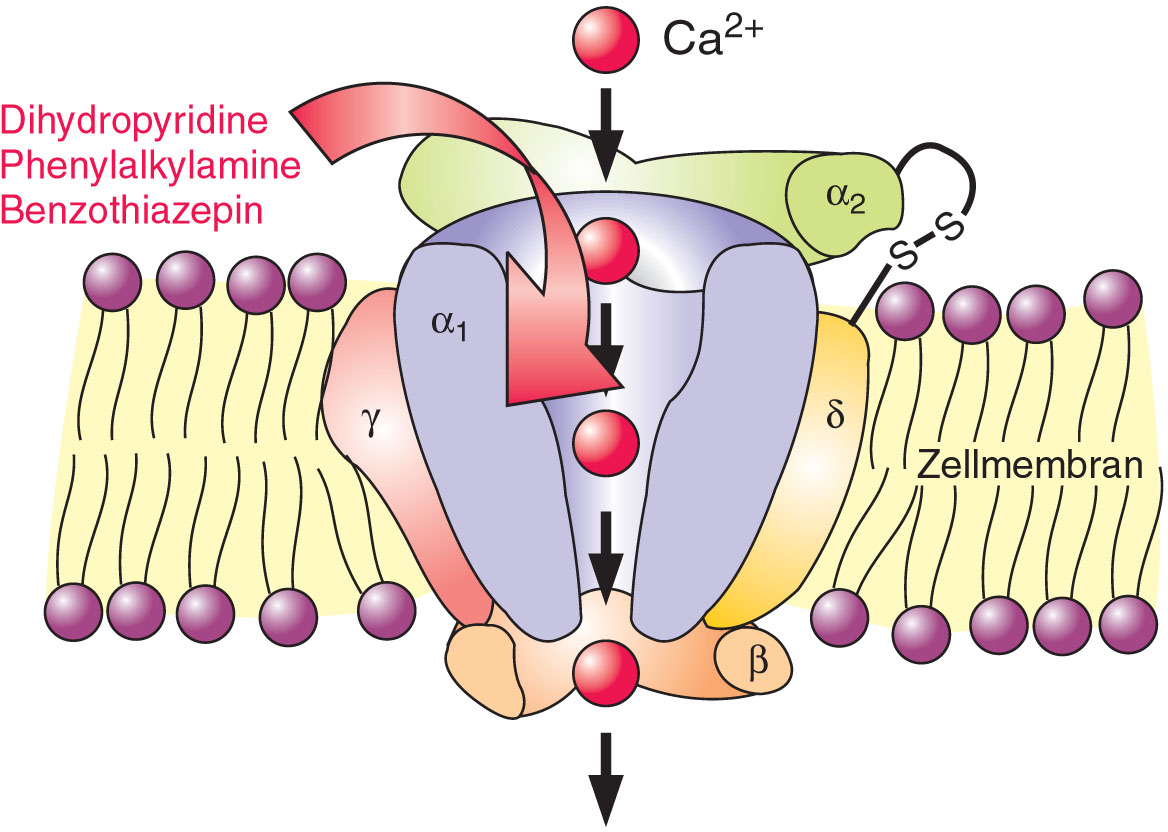
Розташування кальцієвих каналів у клітинних мембранах.

Механізм дії усіх препаратів, що належать до групи блокаторів кальцієвих каналів, полягає у блокуванні повільних каналів кальцію L-типу та гальмуванні надходження кальцію в клітини гладких м'язів судин та кардіоміоцити. Гальмування надходження іонів кальцію призводить до розслаблення гладких м'язів судин та периферичної вазоділятації, унаслідок чого спостерігається зниження артеріального тиску, зменшення переднавантаження та постнавантаження на серце, покращується мікроциркуляція, коронарний та церебральний кровообіг. Застосування блокаторів кальцієвих каналів також забезпечує зниження тиску в малому колі кровообігу. Блокатори кальцієвих каналів також зменшують скоротливість міокарду, що також сприяє зменшенню артеріального тиску та зниженні потреби міокарду у кисні. Окрім цього, блокатори кальцієвих каналів мають здатність викликати розширення коронарних вен, що сприяє зменшенню постнавантаження на серце, і, як унаслідок цього, зменшення числа приступів стенокардії. При застосуванні блокаторів кальцієвих каналів спостерігається регрес гіпертрофії лівого шлуночка. Блокатори кальцієвих каналів, у більшій ступені похідні верапамілу та ділтіазему, призводять до сповільнення провідності серця, зниження швидкості проведення імпульсів через атріовентрикулярний вузол та пригніченню ектопічних вогнищ збудження у передсердях. При застосуванні блокаторів кальцієвих каналів, частіше дигідропіридинових похідних, спостерігається рефлекторна активація симпатичної нервової системи, що супроводжується тахікардією. До інших ефектів, які спостерігаються при застосуванні блокаторів кальцієвих каналів, є також помірна сечогінна дія та натрійуретичний ефект, зниження агрегації тромбоцитів та покращення реологічних властивостей крові, а також спазмолічна дія на гладкі м'язи внутрішніх органів. При застосуванні блокаторів кальцієвих каналів, особливо у комбінації зі статинами, спостерігається сповільнення розвитку атероматозних процесів у судинах, особливо в артеріях каротидного синусу. Антагоністи кальцію є метаболічно нейтральними, не впливають на обмін ліпідів, сечової кислоти, глюкози; а також знижують протеїнурію при діабетичній нефропатії. При застосуванні дифенілпіперазинових блокаторів кальцієвих каналів цинаризину та флунаризину, а також дигідропіридинового препарату німодипіну, спостерігається покращення мозкового кровообігу, зменшення головного болю та головокружіння, шуму у вухах; при застосуванні німодипіну також спостерігається зменшення наслідків інсульту та субарахноїдального крововиливу. При застосуванні блокаторів кальцієвих каналів не спостерігається звуження бронхів, тому вони можуть застосовуватися у хворих бронхіальною астмою та іншими обструктивними захворюваннями легень.

## Фармакокінетика
Блокатори кальцієвих каналів першого покоління швидко всмоктуються при пероральному прийомі, досягаючи максимальної концентрації у крові в середньому протягом 1—2 годин. Але при першому проходженні через печінку антагоністи кальцію першого покоління швидко метаболізуються, тому їх біодоступність складає в середньому 35% (дещо вище в ніфедипіну — 65%). Ніфедипін також швидко всмоктується при сублінгвальному застосуванні. Ніфедипін, а також німодипін, дилтіазем та верапаміл можуть застосовуватися внутрішньовенно, швидко досягаючи високих концентрацій у крові. Блокатори кальцієвих каналів ІІ та ІІІ покоління досягають максимальної концентрації в крові протягом 3—12 годин та мають вищу біодоступність (у амлодипіну вона складає 64—80%). Антагоністи кальцію добре розподіляються в організмі, проникають через гематоенцефалічний бар'єр, плацентарний бар'єр та виділяються в грудне молоко. Усі блокатори кальцієвих каналів метаболізуються в печінці, переважно з утворенням неактивних метаболітів, лише верапаміл та дилтіазем метаболізуються з утворенням активних метаболітів. Метаболізм препаратів І покоління також характеризується ентерогепатичною циркуляцією їх похідних. Виводяться блокатори кальцієвих каналів із організму переважно у вигляді метаболітів із сечею, частково виводяться із калом. Період напіввиведення препаратів І покоління складає в середньому 3—7 годин, ІІ покоління складає 5—11 годин, форми із сповільненим вивільненням мають тривалість дії до 24 годин. Найдовшим є період напіввиведення амлодипіну — від 35 до більш як 50 годин. При нирковій недостатності ймовірно збільшення періоду напіввиведення антагоністів кальцію, особливо верапамілу та дилтіазему.

## Показання до застосування
Блокатори кальцієвих каналів дигідропіридинового, фенілалкіламінового та бензотіазепінового рядів застосовуються для лікування гіпертонічної хвороби як монотерапія, а також у складі комбінованої терапії. Вони є однією із груп препаратів першої лінії для лікування підвищеного артеріального тиску. Вища ефективність антигіпертензивної дії антагоністів кальцію спостерігається у хворих із супутнім цукровим діабетом, хворих із аортопатією або аневризмою аорти, стенокардією, у хворих із перенесеним інфарктом міокарду (виключно недигідропіридинові похідні), у хворих із високим кардіоваскулярним ризиком, а також для вторинної профілактики інсульту. Блокатори кальцієвих каналів є також більш ефективними при застосуванні при гіпертонії у хворих похилого віку та у чорношкірих пацієнтів. Дигідропіридинові блокатори кальцієвих каналів (особливо ніфедипін) застосовуються для лікування гіпертонії при вагітності та мають токолітичний ефект. Препарати дигідропіридинового ряду можуть застосовуватися для лікування хвороби Рейно. Блокатори кальцієвих каналів, переважно дигідропіридинового ряду, залишаються основними препаратами для лікування стенокардії Принцметала. Фенілалкіламінові та бензотіазепінові антагоністи кальцію ефективні при застосуванні у лікуванні надшлуночкових порушень ритму (за виключенням синдрому WPW та брадиаритмій) Препарати дифенилпіперазинового ряду застосовуються при порушеннях мозкового кровообігу та ішемічних інсультах, німодипін застосовується також, у тому числі парентерально, при геморагчних інсультах.

## Побічна дія
Найчастішими побічними діями при застосуванні блокаторів кальцієвих каналів є набряки гомілок та в ділянці ліктів (найчастіше при застосуванні дигідропіридинових похідних, але відносно часто спостерігаються і при застосуванні інших антагоністів кальцію), головний біль, головокружіння, приливи крові до обличчя. На початку лікування при застосуванні блокаторів кальцієвих каналів може спостерігатися виражена гіпотонія. При застосуванні дигідропіридинових препаратів може спостерігатися тахікардія, а при застосуванні недигідропіридинових препаратів — брадикардія. Спільними побічними ефектами для усіх блокаторів кальцієвих каналів з боку серцево-судинної системи є поява атріовентрикулярної блокади та інших порушень провідності і розвиток або посилення ступеня серцевої недостатності. Характерним, хоча й рідкісним, побічним ефектом, що спостерігається при застосуванні дигідропіридинових антагоністів кальцію, є гіперплазія ясен. При застосуванні верапамілу частим побічним ефектом (до 6,3%) є запор. Інші побічні ефекти (підвищення активності амінотрансфераз, імпотенція, лейкопенія, тромбоцитопенія, порушення сечопуску, шкірні алергічні реакції) спостерігаються вкрай рідко. Підвищений ризик розвитку раку молочної залози при тривалому застосуванні блокаторів кальцієвих каналів, про який повідомлялося у частині клінічних досліджень, не підтвердився у подальших дослідженнях.

## Протипокази
Блокатори кальцієвих каналів протипоказані при підвищеній чутливості до похідних відповідної групи препаратів. Блокатори кальцієвих каналів не застосовуються при значних порушеннях функції печінки або нирок, синдромі слабості синусового вузла, атріовентрикулярній блокаді, серцевій недостатності ІІБ-III ступеня та гострій серцевій недостатності. Не рекомендується застосування блокаторів кальцієвих каналів при нестабільній стенокардії, інфаркті міокарду, кардіогенному шоці (особливо дигідропіридинових похідних короткої дії). Фенілалкілові та бензотіазепінові блокатори кальцієвих каналів протипоказані при брадикардії, синдромі WPW та вкороченні інтервалу PQ, а дигідропіридинові препарати — при тахікардії. Недигідропіридинові антагоністи кальцію протипоказані при вагітності, та усі антагоністи кальцію — в період годування грудьми. Похідні цинаризину протипоказані при паркінсонізмі. Блокатори кальцієвих каналів (крім верапамілу) не застосовуються у дитячому віці. Недигідропіридинові блокатори кальцієвих каналів не застосовуються з іншими антиаритмічними препаратами.